# Șișmanți, Plovdiv
Șișmanți (în bulgară Шишманци) este un sat în comuna Rakovski, regiunea Plovdiv,  Bulgaria. 

## Demografie
Componența etnică a satului Șișmanți
     Bulgari (68,19%)
     Romi (6,8%)
     Nicio identificare (25%)
     Altele (0%)
La recensământul din 2011, populația satului Șișmanți era de 984 locuitori. Din punct de vedere etnic, majoritatea locuitorilor (68,19%) erau bulgari, cu o minoritate de romi (6,8%). Pentru 25% din locuitori nu este cunoscută apartenența etnică.